# 六帶腔吻鱈
六帶腔吻鱈，為輻鰭魚綱鱈形目鼠尾鱈科的其中一種，分布於西北太平洋琉球海溝海域，深度336-910公尺，體長可達62公分，屬深海底棲性魚類，棲息在底層水域，生活習性不明。